# Frigg Oslo FK
Maillots
Dernière mise à jour : 26 août 2011.
Le Frigg Oslo FK est un club norvégien de football basé à Oslo.

## Historique
- 1904 : fondation du club
- 1966 : 1re participation à une Coupe d'Europe (Coupe des villes de foires 1966-1967)

## Palmarès
- Coupe de Norvège de football
  - Vainqueur : 1914, 1916, 1921
  - Finaliste : 1919, 1920, 1965